# Hans Schinz
Hans Schinz, né le 6 décembre 1858 à Zurich et mort le 30 octobre 1941 dans la même ville, est un botaniste et explorateur scientifique suisse.

## Biographie
Il naît dans la famille d'un négociant, Rudolf Schinz, et de son épouse, née Julie Vögeli. Il étudie la botanique au Polytechnikum de Zurich de 1880 à 1883. Pendant ses études, il prend part à une première expédition en Asie mineure en 1882.
En 1884, il participe à une expédition scientifique dans le Sud-Ouest africain allemand organisée par Adolf Lüderitz (1834-1886), puis il étudie par ses propres moyens les années suivantes (1885-1887) le nord de la colonie, jusqu'à la zone britannique du désert du Kalahari et parcourt les régions du Hereroland, Nama, Kunene, du lac Ngami, etc.
Le résultat de ses voyages est publié en 1891 à Oldenbourg dans un ouvrage intitulé Forschungsreisen durch die deutschen Schutzgebiete Groß- Nama- und Hereroland, nach dem Kunene, dem Ngamisee und Kalahari. Il reçoit son habilitation à l'université de Zurich en 1889 dont il est nommé professeur extraordinaire trois ans plus tard et professeur ordinaire en 1895. Il dirige le jardin botanique de Zurich. Il envoie plusieurs articles au Bulletin de l'Herbier Boissier.
Il publie ses Mémoires: Mein Lebenlauf, en 1940. Son herbier est conservé au musée botanique de Berlin et ses collections ethnographiques au musée ethnographique de Zurich.

## Quelques publications
- Flora der Schweiz (1900-1923), en collaboration avec plusieurs auteurs[3], éd. Raustein
- Beiträge zur Kenntnis des Amarantaceen // in: Bulletin de l'Herbier Boissier, seconde série, janvier 1903[4]
- Beiträge zur Kenntnis der Flora von Deutsch-Südwest-Afrika und der angrenzenden Gebiete. Berlin et Zurich, 1888–97
- Ein neuer Bauernstaat im Südwesten Afrika’s // in: Mitteilungen der Ostschweizerischen Geographisch-Commerciellen Gesellschaft in St. Gallen. 1886, pp. 26–31.

## Source
- (de) Cet article est partiellement ou en totalité issu de l’article de Wikipédia en allemand intitulé « Hans Schinz » (voir la liste des auteurs).

Schinz est l’abréviation botanique standard de Hans Schinz.
Consulter la liste des abréviations d'auteur en botanique ou la liste des plantes assignées à cet auteur par l'IPNI, la liste des champignons assignés par MycoBank, la liste des algues assignées par l'AlgaeBase et la liste des fossiles assignés à cet auteur par l'IFPNI.